# Lumon Areena
Die Lumon Areena (bis 2015 Kouvolan jäähalli) ist eine Eissporthalle in der finnischen Stadt Kouvola. Die Halle wurde im Jahr 1982 eröffnet und bietet seit der letzten Renovierung 2016 Platz für bis zu 6200 Zuschauer. In der Arena trägt der Eishockeyclub KooKoo aus der Liiga, der höchsten finnischen Eishockeyliga, seine Heimspiele aus.
Seit 2015 trägt die Halle den Namen Lumon Areena, nachdem sich Lumon Oy, eines der größten Unternehmen und Arbeitgeber von Kouvola, die Namensrechte für zunächst fünf Jahre sicherte.